# Джим Хенсън Къмпани
„Джим Хенсън Къмпани“ (на английски: The Jim Henson Company) е американско предприятие от развлекателната индустрия със седалище в Лос Анджелис.
Основано е през 1958 година от кукловода Джим Хенсън и съпругата му Джейн Хенсън, автори на детското куклено телевизионно предаване „Sam and Friends“. То е последвано от други успешни телевизионни предавания, като „Улица Сезам“ и „Мъпет Шоу“. Компанията снима и няколко филма за киното, сред които „Мъпет Кино“ („The Muppet Movie“, 1979), „Тъмният кристал“ („The Dark Crystal“, 1982) и „Лабиринт“ („Labyrinth“, 1986).